# سان‌بری-آن-تامز
سان‌بری-آن-تامز (به انگلیسی: Sunbury-on-Thames) یک شهرک در بریتانیا است که در انگلستان واقع شده‌است. سان‌بری-آن-تامز ۷٫۶۰ کیلومتر مربع مساحت و ۱۸٬۰۴۱ نفر جمعیت دارد.